# Crystal Palace
El Crystal Palace (anglès: 'palau de cristall, palau de vidre') va ser l'edifici principal de la Gran Exposició, l'Exposició Universal de 1851, originàriament situat al Hyde Park de Londres (Anglaterra). Es tracta d'una construcció de ferro colat i vidre, on més de 14.000 expositors es reuniren en els seus més 92.000 metres quadrats. L'edifici, de 564 m de llarg i 39 m d'alçada, va ser dissenyat amb la intenció de mostrar la tecnologia més puntera de l'època, com a resultat dels avenços de la Revolució industrial. El seu arquitecte fou un jardiner anglès, Joseph Paxton, que es va basar en un mètode propi de fabricació d'hivernacles -que al seu torn aprofitava la descoberta el 1848 d'un mètode industrial per a fabricar plaques de vidre barates i assequibles- per crear l'edifici amb més metres quadrats de vidre (uns 93.000) fins aquell moment.
Paxton va dissenyar l'edifici en tres dies, i aquest es va aixecar en uns quatre mesos. Aquesta rapidesa es va aconseguir prenent com a base un mòdul de 24 x 24 peus, de tal manera que els materials de construcció es pogueren prefabricar, racionalitzant així també les tasques de muntatge. El pavelló tenia un aspecte insòlit: Owen Jones fou l'encarregat de la decoració pictòrica de l'edifici, i determinà que cada element constructiu fos pintat d'un color. Així, els puntals es pintaren de color groc; mentre que les bigues eren de color blau i els travessers del sostre es van pintar de vermell, de tal manera que els tres colors primaris eren emprats en una proporció concreta (5:3:8), tal com G. Field havia proposat a Chromatography l'any 1825.
Els seus visitants quedaren meravellats per la claredat de l'interior gràcies al vidre de les parets i el sostre, que permetia la il·luminació sense llum artificial interior. Es diu que el seu nom prové de la revista satírica Punch. Tanmateix, aquesta diafanitat va comportar un repte mai considerat fins aquell moment: les altes temperatures que s'assolien a l'interior de la construcció per acció de la llum solar. Per tal de contrarestar aquesta situació, es va separar l'edifici del terra i es va instal·lar un paviment de fusta, i també es van practicar obertures de llibret a les parets per tal de facilitar la ventilació. A més, s'utilitzaren tendals per posar l'estructura a l'ombra i alguns expositors van cobrir els seus espais amb dossers, unes solucions poc satisfactòries perquè s'interpretava que no formaven part de l'edifici, lloat per la seva objectivitat.
Quan l'Exposició Universal va concloure, l'edifici va ser reconstruït —amb algunes modificacions— a Penge Common, prop de Sydenham Hill, una àrea aleshores econòmicament benestant del sud de Londres on hi havia grans residències privades. Malgrat les modificacions, l'edifici no era completament estable i sòlid, i al cap de poc temps una de les ales va col·lapsar. A més, sembla que no s'havia calculat correctament el comportament de l'estructura davant els canvis de temperatura, i les tensions que experimentava l'edifici en dies especialment calurosos el feien altament inestable. No obstant això, el Crystal Palace va romandre a Sydenham Hill entre 1854 fins 1936, quan fou destruït per un incendi. Actualment, aquesta zona rep el nom de Crystal Palace, mentre que l'espai on originàriament es trobava l'edificació actualment conté el Centre Esportiu Nacional de Crystal Palace.